# Joseph Crehan
Joseph Crehan, nato Joseph A. Creaghan (Baltimora, 15 luglio 1883 – Hollywood, 15 aprile 1966), è stato un attore statunitense.

## Filmografia parziale

### Cinema
- Under Two Flags, regia di J. Gordon Edwards (1916)
- Among the Missing, regia di Albert S. Rogell (1934)
- Black Fury, regia di Michael Curtiz (1935)
- Canzoni appassionate (Go into Your Dance), regia di Archie Mayo (1935)
- La lampada cinese (Oil for the Lamps of China), regia di Mervyn LeRoy (1935)
- Il ponte (Stranded), regia di Frank Borzage (1935)
- Miss prima pagina (Front Page Woman), regia di Michael Curtiz (1935)
- Page Miss Glory, regia di Mervyn LeRoy (1935)
- Il re della risata (Bright Lights), regia di Busby Berkeley (1935)
- Il grande nemico (Special Agent), regia di William Keighley (1935)
- La riva dei bruti (Frisco Kid), regia di Lloyd Bacon (1935)
- La tigre del Bengala (Bengal Tiger), regia di Louis King (1936)
- Le belve della città (Bullets or Ballots), regia di William Keighley (1936)
- Avorio nero (Anthony Adverse), regia di Mervyn LeRoy (1936)
- Ali sulla Cina (China Clipper), regia di Ray Enright (1936)
- Caino e Adele (Cain and Mabel), regia di Lloyd Bacon (1936)
- Amore in otto lezioni (Gold Diggers of 1937), regia di Lloyd Bacon (1936)
- L'uomo di bronzo (Kid Galahad), regia di Michael Curtiz (1937)
- Sigillo segreto (This Is My Affair), regia di William A. Seiter (1937)
- Stella del Nord (Happy Landing), regia di Roy Del Ruth (1938)
- La grande strada bianca (Alexander's Ragtime Band), regia di Henry King (1938)
- La quadriglia dell'illusione (Four's a Crowd), regia di Michael Curtiz (1938)
- Billy the Kid Returns, regia di Joseph Kane (1938)
- Gang Bullets, regia di Lambert Hillyer (1938)
- Whispering Enemies, regia di Lewis D. Collins (1939)
- La bolgia dei vivi (You Can't Get Away with Murder), regia di Lewis Seiler (1939)
- La via dei giganti (Union Pacific), regia di Cecil B. DeMille (1939)
- Piccoli attori (Babes in Arms), regia di Busby Berkeley (1939)
- Hollywood Cavalcade, regia di Irving Cummings (1939)
- Il ritorno del dottor X (The Return of Doctor X), regia di Vincent Sherman (1939)
- Music in My Heart, regia di Joseph Santley (1940)
- L'isola degli uomini perduti (The House Across the Bay), regia di Archie Mayo (1940)
- Il vendicatore (Brother Orchid), regia di Lloyd Bacon (1940)
- La città del peccato (City for Conquest), regia di Anatole Litvak (1940)
- Texas Rangers Ride Again, regia di James P. Hogan (1940)
- Segretaria privata di Andy Hardy (Andy Hardy's Private Secretary), regia di George B. Seitz (1941)
- Innamorato pazzo (Love Crazy), regia di Jack Conway (1941)
- Nevada City, regia di Joseph Kane (1941)
- Fulminati (Manpower), regia di Raoul Walsh (1941)
- Il corteggiamento di Andy Hardy (The Courtship of Andy Hardy), regia di George B. Seitz (1942)
- I tre furfanti (Larceny, Inc.), regia di Lloyd Bacon (1942)
- Hands Across the Border, regia di Joseph Kane (1944)
- La donna fantasma (Phantom Lady), regia di Robert Siodmak (1944)
- Il pilota del Mississippi (The Adventures of Mark Twain), regia di Irving Rapper (1944)
- Dick Tracy, regia di William A. Berke (1945)
- In nome dell'amore (Deadline at Dawn), regia di Harold Clurman (1946)
- Eroi nell'ombra (O.S.S.), regia di Irving Pichel (1946)
- Dick Tracy contro Cueball (Dick Tracy vs. Cueball), regia di Gordon M. Douglas (1946)
- Dick Tracy e il gas misterioso (Dick Tracy Meets Gruesome), regia di John Rawlins (1947)
- L'inseguita (The Hunted), regia di Jack Bernhard (1948)
- Night Time in Nevada, regia di William Witney (1948)
- The Last Bandit, regia di Joseph Kane (1949)
- Crazylegs, regia di Francis D. Lyon (1953)
- FBI operazione Las Vegas (Highway Dragnet), regia di Nathan Juran (1954)
- Vincitori e vinti (Judgment at Nuremberg), regia di Stanley Kramer (1961) - non accreditato

### Televisione
- Lux Video Theatre – serie TV, 3 episodi (1954-1955)
- Stage 7 – serie TV, episodi 1x08-1x23 (1955)
- The Whistler – serie TV, episodio 1x19 (1955)
- Crossroads – serie TV, episodi 1x03-1x13 (1955)
- Il cavaliere solitario (The Lone Ranger) – serie TV, 4 episodi (1949-1957)
- 26 Men – serie TV, episodi 1x19-1x21 (1958)
- Lock-Up – serie TV, episodio 1x13 (1959)
- Gli intoccabili (The Untouchables) – serie TV, 11 episodi (1959-1961)
- Perry Mason – serie TV, 5 episodi (1963)
- The Andy Griffith Show – serie TV, 11 episodi (1961-1963)